# Milhac-d'Auberoche
Milhac-d'Auberoche là một xã, nằm ở tỉnh Dordogne trong vùng Aquitaine của Pháp.

## Hành chính
| Danh sách các xã trưởng                |             |             |      |         |
| Giai đoạn                              | Giai đoạn   | Tên         | Đảng | Tư cách |
| 1989                                   | đương nhiệm | Michel Ursy | PS   | hưu trí |
| Tất cả các dữ liệu trước đây không rõ. |             |             |      |         |

## Thông tin nhân khẩu
| Năm    | 1962 | 1968 | 1975 | 1982 | 1990 | 1999 | 2007 |
| ------ | ---- | ---- | ---- | ---- | ---- | ---- | ---- |
| Dân số | 465  | 480  | 419  | 427  | 452  | 440  | 513  |